# Nordmazedonische Fußballnationalmannschaft der Frauen

Früheres Logo bis 2014

Die nordmazedonische Fußballnationalmannschaft der Frauen repräsentiert Nordmazedonien im internationalen Frauenfußball. Die Auswahl ist dem Nordmazedonischen Verband unterstellt.
Die nordmazedonische Nationalmannschaft konnte sich bisher noch nie für ein großes Turnier qualifizieren.
In der Qualifikation zur WM 2011 traf die Mannschaft auf Norwegen, die Niederlande, Belarus und die Slowakei. Mit 8 Niederlagen und den meisten Gegentoren der europäischen Qualifikationsteilnehmer belegte Mazedonien den letzten Gruppenplatz.
In der Vorqualifikation für die EM 2013 konnte die Mannschaft beim Heimturnier den Heimvorteil nutzen und sich für die eigentliche Qualifikation qualifizieren. Dabei gelang beim 5:1 gegen Luxemburg der bisher höchste Sieg. In der eigentlichen Qualifikation gelangen der Mannschaft nur zwei Remis gegen Griechenland, die anderen Spiele gegen Italien, Russland, Polen sowie Bosnien und Herzegowina wurden verloren und somit wurde Mazedonien Gruppenletzter.
In der FIFA-Weltrangliste wird die Mannschaft derzeit als zweitschwächste der bewerteten europäischen Mannschaften gewertet und belegt nur Rang 110. Die beste Platzierung war bisher Rang 90 im Dezember 2009.

## Turnierbilanz

### Weltmeisterschaften
| - 1991: nicht teilgenommen, war Teil von Jugoslawien. - 1995: nicht teilgenommen, war Teil von Jugoslawien. - 1999: nicht teilgenommen, war Teil von Jugoslawien. - 2003: nicht teilgenommen (1. Spiel erst 2005) - 2007: nicht teilgenommen - 2011: nicht qualifiziert - 2015: nicht qualifiziert - 2019: nicht gemeldet - 2023: nicht qualifiziert |

### Europameisterschaften
| - 1984: nicht teilgenommen, war Teil von Jugoslawien. - 1987: nicht teilgenommen, war Teil von Jugoslawien. - 1989: nicht teilgenommen, war Teil von Jugoslawien. - 1991: nicht teilgenommen, war Teil von Jugoslawien. - 1993: nicht teilgenommen - 1995: nicht teilgenommen - 1997: nicht teilgenommen - 2001: nicht teilgenommen (1. Spiel erst 2005) - 2005: nicht teilgenommen (1. Spiel erst nach Ende der Qualifikation) - 2009: nicht qualifiziert - 2013: nicht qualifiziert - 2017: nicht qualifiziert - 2022: nicht qualifiziert |

### Olympische Spiele
Die Qualifikation erfolgte bis 2020 über die WM-Endrunde, ab 2024 über die UEFA Women’s Nations League.
| - 1996: nicht teilgenommen, war Teil von Jugoslawien. - 2000: nicht teilgenommen (1. Spiel erst 2005) - 2004: nicht teilgenommen (1. Spiel erst 2005) - 2008: nicht teilgenommen - 2012: nicht qualifiziert - 2016: nicht qualifiziert - 2020: nicht gemeldet - 2024: Keine Möglichkeit sich zu qualifizieren |

### Nations League
- 2023/24: Liga C5 – 3. Platz, Verbleib in Liga C für die Qualifikation zur EM 2025
- 2025: Liga C6 – 3. Platz, Verbleib in Liga C für die Qualifikation zur WM 2027

## Spiele gegen Nationalmannschaften deutschsprachiger Länder
Alle Ergebnisse aus nordmazedonischer Sicht.

### Deutschland
Bisher gab es noch keine Spiele gegen die deutsche Fußballnationalmannschaft der Frauen.

### Schweiz
Bisher gab es noch keine Spiele gegen die Schweizer Auswahl.

### Österreich
| Datum              | Ort              | Ergebnis | Anlass           |
| 3. September 2019  | Maria Enzersdorf | 0:3      | EM-Qualifikation |
| 8. November 2019   | Skopje           | 0:3      | EM-Qualifikation |
| 21. September 2021 | Skopje           | 0:6      | WM-Qualifikation |
| 6. September 2022  | Wiener Neustadt  | 0:10     | WM-Qualifikation |